# Handlungsorte der Jim-Knopf-Reihe
In diesem Artikel werden wichtige Handlungsorte aus der Jim-Knopf-Reihe von Michael Ende beschrieben.

## Lummerland
Lummerland, die Heimat von Jim Knopf, Lukas, dem Lokomotivführer, Frau Waas, Herrn Ärmel und König Alfons dem Viertel-vor-Zwölften ist eine kleine Insel im Meer. Sie wird als „ungefähr doppelt so groß wie unsere Wohnung“ beschrieben. Auf Lummerland gibt es einen Berg mit zwei Gipfeln (so in der Buchausgabe; in der Puppenspielversion wird daraus „eine Insel mit zwei Bergen“). Um die Gipfel herum und in fünf Tunneln auch durch den Berg hindurch, führt die Strecke der Eisenbahnlinie von Lukas und Emma. Zwischen den beiden Gipfeln steht das Schloss von König Alfons, dem Viertel-vor-Zwölften. Lummerland ist insgesamt so klein, „dass man sich vorsehen musste, die Landesgrenzen nicht zu überschreiten, weil man dann sofort nasse Füße bekam“.
Weil Lummerland so klein ist, passt dort auch kein Leuchtturm hin. Das ist unter anderem ein Problem für das Postboot, das deshalb einmal bei schlechtem Wetter die Insel rammt. Jim Knopf und Lukas stellen den Scheinriesen Herrn Tur Tur ein, der mit einer Laterne in der Hand von weitem gesehen werden kann und auf der Insel selbst nur wenig Platz einnimmt.
Lummerland ist auch der höchste Punkt (die zwei Berge damit die höchsten Gipfel) von Jamballa, dem untergegangenen Königreich von Jims Vorfahren. Nachdem die Pirateninsel versenkt wurde, steigt das von Frau Mahlzahn versenkte Land wieder aus der Meerestiefe auf und hebt Lummerland damit an, so dass es an der Spitze thront.

## In und um Mandala

### Mandala (China)
Mandala ist das Land, in dem Jim und Lukas nach ihrer Abreise aus Lummerland nach wochenlanger Irrfahrt über das Meer schließlich stranden. Auffallend sind die bunten, durchsichtigen Bäume, die kleinen Brücken aus Porzellan und der allgegenwärtige Klang von Glöckchen aus Silber. Mandala (sanskrit: „Kreis“) ist ein ursprünglich religiöses Symbol im Buddhismus; gemeint ist hier aber ein asiatisches Kaiserreich angelehnt an China.
In den frühen Ausgaben wird das Land noch mit China bezeichnet; auch geht die Reise in den Verfilmungen der Augsburger Puppenkiste nach China. In neueren Buchausgaben seit ca. 1983 steht hier auf Michael Endes eigenen Wunsch „Mandala“.

### Ping
Ping (von Peking) ist die Hauptstadt des Reiches Mandala mit dem Kaiserpalast und dem Platz der Mitte, dem angeblichen Mittelpunkt des Reiches und der Welt. Hier steht ein großer Lampion, über dessen Inschrift Jim und Lukas von der Entführung der Prinzessin Li Si erfahren.

### Kaiserliches Amt
Das Kaiserliche Amt nimmt vermutlich den größten Teil des Kaiserpalastes ein und besteht hauptsächlich aus einem Irrgarten aus Gängen und Seitengängen mit unzähligen Türen. Natürlich ist es hier von einer Instanz zur nächsthöheren ein „langer, langer Weg“, und mit entsprechenden Verzögerungen werden auch Nachrichten übermittelt. So geht die Meldung von Lukas’ und Jims Anwesenheit vom Türhüter zunächst an den Obertürhüter, von da an den Haupttürhüter, anschließend an den Schreiber, danach an den Unterkanzlisten, von dort an den Oberkanzlisten, dieser meldete sie dem Kanzleirat, und bei den Bonzen wäre sie schließlich komplett „versickert“ und überhaupt nicht mehr an den Kaiser weitergeleitet worden, hätte ihn der kleine Junge Ping Pong nicht noch vor Herrn Pi Pa Pos Intrige warnen können.

### Tausend-Wunder-Wald
Der Tausend-Wunder-Wald ist ein dichter, dschungelartiger und nicht leicht zu durchquerender Urwald zwischen der Mandalanischen Mauer und dem Gebirge Krone der Welt. Er besteht aus farbigen Glasbäumen, Schlingpflanzen und sonderbaren Blumen. Weil alles durchsichtig ist, kann man viele seltene Tiere (z. B. zweiköpfige Schlangen, Schnecken mit Häusern mit vielen Stockwerken, Streifenhörnchen mit Segelohren zum Fliegen) darin sehen. Die Reise durch den Wald dauert drei Tage.

## In und um das Ende der Welt

### Krone der Welt
Dies ist ein großes, rot-weiß gestreiftes oder gemustertes Gebirge und absolut unübersteigbar. Hier fließt der Gelbe Fluss aus einer Höhle heraus, seine wirkliche Quelle wird allerdings – zu Recht, wie sich später herausstellt – in der Drachenstadt Kummerland vermutet. Die einzige Möglichkeit, das Gebirge zu durchqueren, bietet das Tal der Dämmerung. Tatsächlich wird das Himalaya-Gebirge auch als „Dach der Welt“ bezeichnet.

### Tal der Dämmerung
Das Tal der Dämmerung ist ein etwa straßenbreiter, ebener Durchlass im Gebirge, das man Krone der Welt nennt. Aufgrund seiner schaurigen „Stimmen“ hat vor Jim und Lukas noch niemand vorher gewagt, das Tal zu durchqueren. Dabei handelt es sich um das Echo, das durch die engstehenden Felswände immer im Zickzack hin- und hergeworfen wird und an den Enden nicht aus dem schmalen Tal hinauskommt, sondern wieder zurückgeworfen wird und dabei selber wieder ein neues Echo verursacht. Dadurch vervielfachen sich die Geräusche mit der Zeit und werden immer lauter. Höchstens ein starker Regen kann das Tal hin und wieder von Geräuschen „reinigen“. Als die Lokomotive Emma das Tal durchquert, verstärkt sich ihr Schnaufen und Poltern so stark, dass davon die Felswände einstürzen und das Tal komplett verschütten. Jim Knopf und Lukas entkommen der Katastrophe knapp, im zweiten Band kommt ihnen das Trümmerfeld des ehemaligen Tales sogar zugute, da sie hier mit dem fliegenden „Perpetumobil“ das Gebirge in viel geringerer Höhe überqueren können als auf der Hinreise, auf der sie die Bergketten direkt überfliegen.

### Ende der Welt
Als Ende der Welt wird eine große Wüste jenseits des Gebirges Krone der Welt bezeichnet, mit häufigen und recht abenteuerlichen Luftspiegelungen. Ihren Namen erhielt sie, weil in Mandala niemand wusste, wie es dahinter weiterging. Hierhin hat sich der Scheinriese Herr Tur Tur zurückgezogen. Niemand außer Herrn Tur Tur weiß, wie es nach dieser Wüste weitergeht. Herr Tur Tur hilft Jim Knopf, die Wüste Ende der Welt zu verlassen und nach Kummerland weiterzufahren.

### Region der schwarzen Felsen
Bei der Region der schwarzen Felsen handelt es sich um eine einsame Gegend zwischen der Wüste Ende der Welt und dem Land der Tausend Vulkane, von beiden Gebieten ist sie nur als schwarzes Nichts zu erkennen. Die Felsen sind hier so unvorstellbar schwarz, dass alles Licht und alle Wärme verschluckt wird, bis auf einen kleinen violetten Fleck der Sonne an ganz besonders hellen Sonnentagen. Zu durchqueren ist diese Region auf einer schnurgeraden Straße auf einem schmalen Felsgrat zwischen zwei Abgründen, die an der höchsten Stelle durch den Mund des Todes führt – ein Felsentor, durch das ständig ein eisiger Wind weht und dabei schauerliche Geräusche verursacht, hier ist es außerdem komplett dunkel. Erst Emmas Dampf, der in der Eiseskälte zu Schnee gefriert, kann die Straße in der absoluten Finsternis sichtbar machen.

## In und um die Drachenstadt

### Land der Tausend Vulkane
Geographisch nicht genau festlegbare, äußerst unwirtliche hochgelegene Landschaft mit hoher vulkanischer Aktivität und Rückzugsgebiet der als nicht reinrassig eingestuften Drachen bzw. Halbdrachen. Einer von ihnen, Nepomuk, hilft Jim und Lukas bei der Tarnung ihrer Lokomotive und lotst sie sicher zwischen aktiven Vulkanen und Lavaausbrüchen hindurch zum Eingang der Drachenstadt, nachdem die beiden Freunde zuvor seinen verstopften Vulkan „repariert“ und wieder gangbar gemacht hatten.

### Kummerland
Kummerland ist die Stadt der tausend Drachen, gelegen im größten Vulkankrater des Landes der Tausend Vulkane. Nur reinrassige Drachen, die keinem anderen Tier ähnlich sehen, werden von den gestrengen Wächtern in die Stadt gelassen. Jim und Lukas überlisten die Kontrollen, indem sie mit Hilfe des Halbdrachen Nepomuk und modellierbarer Lava der Lokomotive Emma das Aussehen eines Drachen geben. Wegen der unterschiedlichsten Formen der reinrassigen Drachen gibt es in der Stadt keine Treppen, sondern überall Rampen, wodurch Emma dann mit Jim Knopf und Lukas an Bord auch ganz einfach hinauf zur Wohnung des Drachen Frau Mahlzahn fahren kann.

### Alte Straße 133
Unter der Adresse Alte Straße 133 in Kummerland findet man das Haus, in dem der Drache Frau Mahlzahn in der dritten Etage links lebt und die von den Wilden 13 entführten Kinder gefangen hält. Wie alle Häuser in Kummerland besitzt das Haus keine Treppen, sondern einen rutschbahnähnlichen, gewendelten Aufgang, der es Drachen aller Größen und schließlich auch Emma ermöglicht, zu den einzelnen Stockwerken zu kommen. Unterhalb des Hauses befindet sich die Quelle des Gelben Flusses, was Prinzessin Li Si die Möglichkeit eröffnete, durch eine Flaschenpost einen Hilferuf abzusetzen.

## Im Meer

### Schwimmende Insel
Das spätere Neu-Lummerland war nur durch einen Hinweis von Frau Mahlzahn zu finden. Sie schlägt Jim und Lukas kurz vor ihrer Verwandlung vor, die schwimmende Insel zur Lösung der Platzprobleme auf Lummerland zu nutzen. Dabei nennt sie auch die Koordinaten: „Am zweiten Tag eurer Heimreise werdet ihr um zwölf Uhr mittags auf dem Punkt 321 Grad 21 Minuten 1 Sekunde westliche Länge und 123 Grad 23 Minuten 3 Sekunden nördliche Breite einer schwimmenden Insel begegnen.“ Dabei handelt es sich stets um Teilfolgen der Ziffernfolge 123 bzw. 321, was auf rein fiktive Koordinaten hindeutet. Zudem ist im gängigen Geokoordinatensystem eine nördliche Breite über 90 Grad (Nordpol) und eine Länge über 180 Grad nicht vorgesehen.

### Neu-Lummerland
Neu-Lummerland ist die ehemals schwimmende Insel, inzwischen über Korallenbäume fest mit Lummerland verwachsen. Herr Tur Tur baut sich hier sein neues Heim, um als menschlicher Leuchtturm dafür zu sorgen, dass niemand gegen die kleine Insel stößt.

### Barbarisches Meer
Das Barbarische Meer ist eine stürmische und unheimliche Gegend, die Meeresbewohner und Seefahrer für gewöhnlich meiden. Hier befinden sich die Magnetischen Klippen.

### Großer Gurumusch-Magnetfelsen
Der Große Gurumusch-Magnetfelsen ist ein riesiger Hufeisenmagnet, dessen Pole als „Eiserne Klippen“ aus dem Meer ragen und durch eine Eisenader in einer submarinen Höhle miteinander verbunden sind. Benannt sind sie nach ihrem Erbauer, dem ersten Meerkönig Gurumusch, der sie einst als Energiequelle für das Meeresleuchten errichten ließ. Das Besondere ist, dass die Verbindungsader in der Mitte unterbrochen ist und nur durch eine bewegliche Kristallwalze mit Eisenkern überbrückt werden kann. Auf diese Weise ist es möglich, die magnetische Kraft durch Trennen oder Verbinden der beiden Pole, der „Tag- und Nachtseite“, an- oder abzustellen. Auch Jim und Lukas mit ihren Lokomotiven können die Klippen nur gefahrlos erreichen oder verlassen, solange die Magnetkraft ausgeschaltet ist.
Im Roman sind die Eisernen Klippen außerdem der geheime Treffpunkt von Frau Mahlzahn und der Wilden 13, wo diese ihre gefangenen Kinder gegen Schnaps tauschen. Der Drache war es auch, der damals den Magneten abschaltete, damit das Piratenschiff ohne Gefahr anlegen konnte.

### Stadt auf dem Meeresgrund
Die Stadt auf dem Meeresgrund gehört zum versunkenen Jamballa, das Ähnlichkeiten mit der versunkenen Insel Atlantis hat. Hier lebt der Meereskönig Lormoral mit seinen beiden Töchtern. Eine von ihnen, Sursulapitschi, hilft Lukas und Jim Knopf bei ihren Problemen auf dem Meeresgrund, nicht weit entfernt vom Großen Gurumusch-Magnetfelsen. Sie wären dort bei der Suche nach der Baby-Lokomotive Molly in der abgedichteten Emma beinahe erstickt und halten die Stadt erst für eine Halluzination.

### Land, das nicht sein darf
Die Heimatburg der Wilden 13 befindet sich im Land, das nicht sein darf, irgendwo in der Nähe des Südpols gelegen. Da die Felseninsel anstelle des untergegangenen Jamballa wie durch eine große Waage aus dem Meer gehoben wurde und somit eigentlich gar nicht existieren dürfte, toben Wind und Wellen mit aller Macht dagegen. Da sie das aber von allen Seiten gleichzeitig tun, bildete sich ein großer Wirbelsturm, eine Wasserhose, in dessen Auge das Land mit der Piratenburg, die auch Sturmauge genannt wurde, nun geschützt daliegt. Nur die Wilden 13 sind in der Lage, ihr Schiff durch den Wirbelsturm bis nach Sturmauge und wieder hinaus zu steuern.

### Jamballa
Jamballa war die Heimat König Kaspars und somit auch von Jim Knopf, seinem letzten Nachfahren. Der Drache Frau Mahlzahn hatte einst im Streit mit Kaspar das Reich Jamballa im Meer versenkt und dafür das Land, das nicht sein darf, aufsteigen lassen. Nur wenn die zwölf Verliestüren auf der Burg Sturmauge, die wie Schotten das Wasser draußen halten, gleichzeitig geöffnet werden und das Land, das nicht sein darf, versenkt wird, kann Jamballa wieder aufsteigen.
Die Insel Lummerland ist in Wirklichkeit der höchste Gipfel des untergegangenen Kontinents Jamballa, der gerade noch aus dem Meer emporragt. Nachdem die Wilden 13 (die ja eigentlich nur zu zwölft sind) ihre Burg freiwillig versenkt haben, Jamballa wieder aufgetaucht und Jim als Prinz Myrrhen dort zum König gekrönt worden ist, wird das Land in „Jimballa“ umbenannt.